# Lubaantun

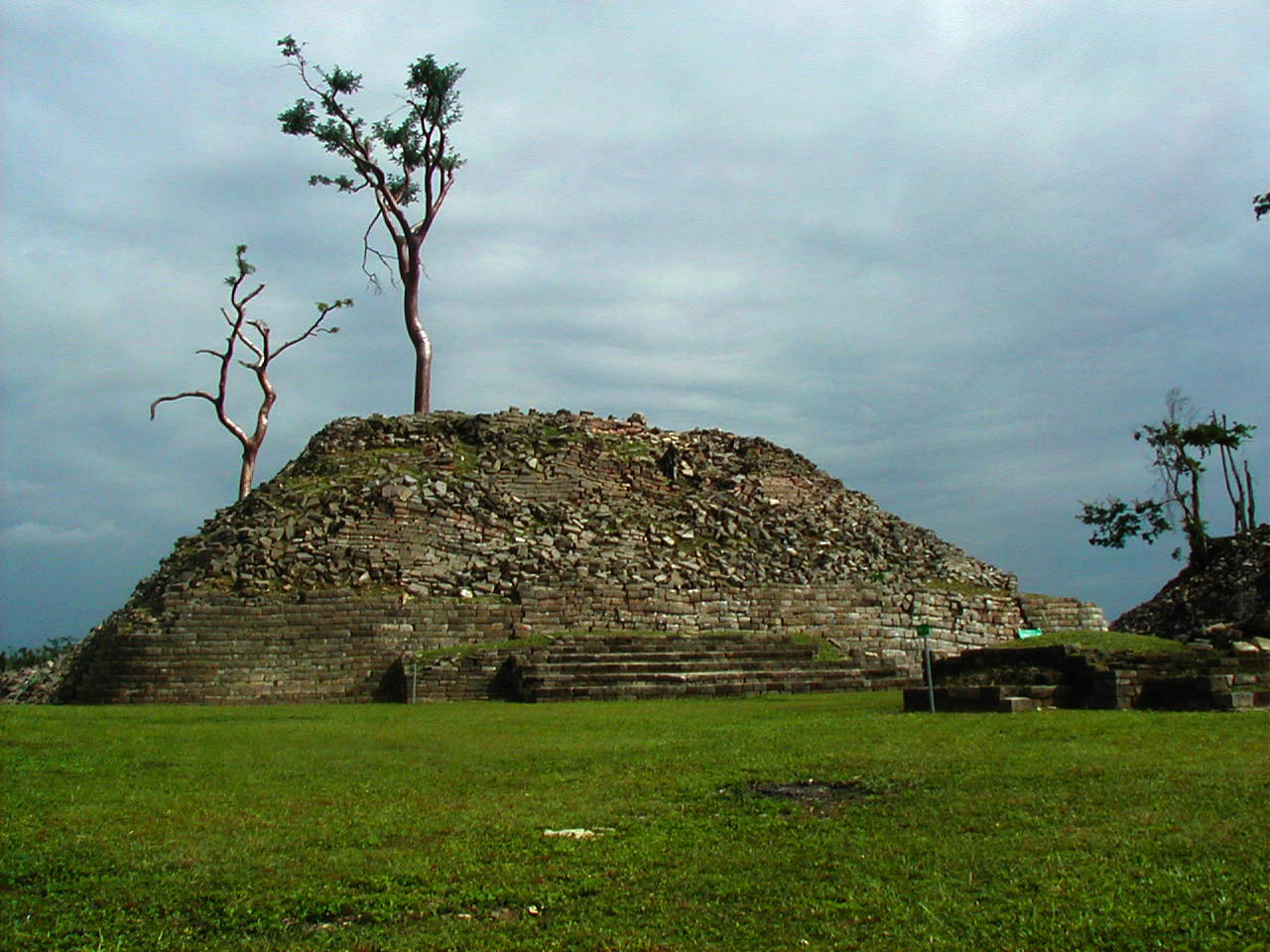
Maya-Ruinen von Lubaantun

Lubaantun ist eine Maya-Ruine, die sich nahe dem kleinen Ort San Pedro Columbia im Süden Belizes befindet.

## Geschichte
Lubantuun wurde höchstwahrscheinlich um 750 durch Kolonisten aus dem nahe gelegenen Uxbenka gegründet, innerhalb der nächsten 50 Jahre überholte es an Größe und Bedeutung die Muttersiedlung. Zu seiner Hochzeit dürfte es rund 1300 Einwohner gehabt haben, damit war es ein mittleres Regionalzentrum im heutigen Südbelize. Aufgrund seiner günstigen Lage am Rio Grande konnte Lubaantuun zur Zeit des Zusammenbruchs der Maya-Zivilisation, die zumindest teilweise mit Einbrüchen der Agrarproduktion einherging, in den Lebensmittelhandel mit Orten an der Küste eintreten und so seine Lebensmittelversorgung länger aufrechterhalten als alle anderen Orte im südlichen Belize. Erst um 900 wurde der Ort dann letztendlich verlassen.

## Anlage
Lubantuun umfasst 14 sogenannte Plazas, an denen 12 Strukturen und 13 Plattformen angeordnet sind. Auffällig ist, dass die Bauten aus großen Kalksteinblöcken ohne bindenden Mörtel errichtet wurden. Die Steine wurden vielmehr so exakt behauen, dass sie genau aufeinander passten. Abweichend von anderen Orten des südlichen Belize wurden weder mit Inschriften versehene Stelen noch irgendwelche Hieroglyphen, bedeutende Gräber oder Depots gefunden. Auch konnte keine keramikbasierte Chronologie erstellt werden, da die Keramik sich während des Bestehens nicht signifikant veränderte. Der häufigste und am weitesten verbreitete Typ Keramik aus Lubaantun ist das sogenannte Puluacax Unslipped, das Geoffrey Braswell als hässlich und schlecht gefertigt charakterisierte.